# Leo Segarra Sánchez
Leopoldo Segarra Sánchez (Valencia, 4 de febrero de 1981) es un cantante español.

## Biografía
Nació el 4 de febrero de 1981 en Valencia, hijo de Leopoldo Segarra, médico, y Marisol Sánchez, enfermera. Tiene una hermana mayor, Lorena. 
Leo estudió Ingeniería Informática y cursaba segundo curso de Bellas Artes. También cantaba en una orquesta, llamada "Coyote" y era monitor de natación.  
Estuvo en Noruega durante un año por una beca Erasmus, dónde empezó a mostrar sus dotes artísticas en las calles de una de las ciudades para perder la vergüenza. 
Alcanzó la popularidad en España tras su participación, entre septiembre de 2006 y enero de 2007, en el concurso musical Operación Triunfo, en el que quedaría en tercera posición. Estuvo en Los Serrano en un episodio que hacia como un alumno.
Participó en la edición de 2008 de Supervivientes, quedando segundo.

### Debut discográfico
Su paso por la quinta edición del concurso televisivo Operación Triunfo, ha sido un auténtico trampolín para su carrera. Leo se ganó en seguida el cariño del público y se convirtió en uno de los tres finalistas del concurso.
Ese mismo año salió a la venta su primer disco 'Iniciando Sesión', que fue su debut discográfico. 
Una vez concluida la Gira Adelante, inicia su andadura en solitario con una gira propia, la gira 'Iniciando Sesión', con la cual recorre España y con la que sorprendió al público con su fuerza y su garra en el escenario. En esta gira, Leo estuvo rodeado de una banda excepcional.
Como consecuencia de su primer disco y su primera gira en solitario, Leo ha obtenido significativos premios que avalan su talento y son muestra, una vez más, de su capacidad artística. Entre ellos destacan: 
- Premio artista revelación otorgado por Castilla-La Mancha TV
- Premio Amigo, otorgado a todos sus compañeros de su generación de OT por el disco Adelante.
Tras la salida al mercado de su disco, Leo lleva a cabo su gira promocional del álbum, compaginándola a la vez con la gira 'Adelante' de Operación Triunfo junto al resto de sus compañeros.
Sobre estos escenarios y delante de miles de espectadores, Leo presenta en vivo el primer sencillo 'Me pones a 100'.

### Segundo disco 'Nuevo Norte'
A comienzos de 2008, Leo se encontraba trabajando en su segundo disco 'Nuevo Norte', que saldría a la venta el 15 de abril de 2008. El 17 de enero de 2008, comienza su participación en el reality Supervivientes: Perdidos en Honduras, quedando en segunda posición. Su compañera Miriam Sánchez ganó esa edición aunque Leo contaba con muchos seguidores.
Gracias a este disco puede emprender una nueva gira por España donde vuelve a demostrar su gran talento junto a su banda, además de cantar el himno oficial del Valencia CF 'Amunt' y presentarlo en el Mestalla en varias ocasiones.
Compaginándolo con esta gira, Leo participa en algunas series españolas haciendo algún cameo, como en la serie 'Los Serrano'. Posteriormente,  
en febrero de 2009 se incorpora al elenco de la serie HKM de Cuatro.

### Musical 'Cuento de Navidad'
En las navidades de 2009 Leo fue contratado para formar parte del elenco de un musical como uno de los protagonistas. Se realizó durante los meses de diciembre y enero en Madrid y fue un verdadero reto para el cantante. 
Según cuenta su director “Es un proyecto pionero en todo el mundo, vamos a habilitar una sala de cine donde se encuentra la pantalla de cine más grande de Europa para hacer este musical. A la vez, este proyecto permitirá acercar el mundo del musical a todas las provincias que tengan cines Yelmo”.
En una de las entrevistas sobre el musical, Leo afirmó: "Es el proyecto más importante y más serio en el que me he visto involucrado hasta ahora”.

### Grupo Vértigo
Durante 2010 y 2011 Leo forma parte del grupo Vértigo, con el que está inmerso en diversos proyectos. Durante estos dos años han tenido más de 60 conciertos con cada gira, además de participar en diversas ocasiones en el programa de Telecinco 'Qué tiempo tan feliz' y componer el himno para el Alboraya Club de fútbol.
Durante este tiempo, Leo colabora con el Comité Español de Representantes de Personas con Discapacidad (CERMI), creando el himno 'El vicio de vivir' y siendo representado en diversos actos y ocasiones para apoyar la causa.
Los derechos de explotación de la canción los ha donado y cedido de forma altruista a CERMI Madrid para la realización de proyectos de mejora de la condición de vida de las personas con discapacidad, queriendo de esta manera rendir tributo a las mismas.

## Discografía
- 2007: Lo mejor de Leo
- 2007: Iniciando sesión
- 2008: Nuevo norte

## Gira "Iniciando Sesión..."
El artista valenciano realizó cerca de 21 conciertos en la gira Iniciando sesión, pasando por las provincias de Madrid, Valencia, Castellón (donde vive su familia paterna), Alicante, Santander, Málaga, Murcia y Albacete. También contó con colaboraciones de sus compañeros de academia, Moritz Weisskopf y Lorena, y de Manuel España, componente del grupo La Guardia.

## Gira "Nuevo Norte"
Esta gira, tiene bastante más parecido al disco en cuanto a sonido del directo se refiere. La promoción del disco comienza en el mes de abril, donde ya empezó la gira. Leo y su banda, recorrieron prácticamente toda España pasando por Valencia, Murcia, Madrid, Asturias, La Coruña, Vizcaya, Almería, Tenerife, Sevilla, Badajoz, Albacete, Alicante, Barcelona, Oviedo, Marbella y Castilla-La Mancha.